# Comenda

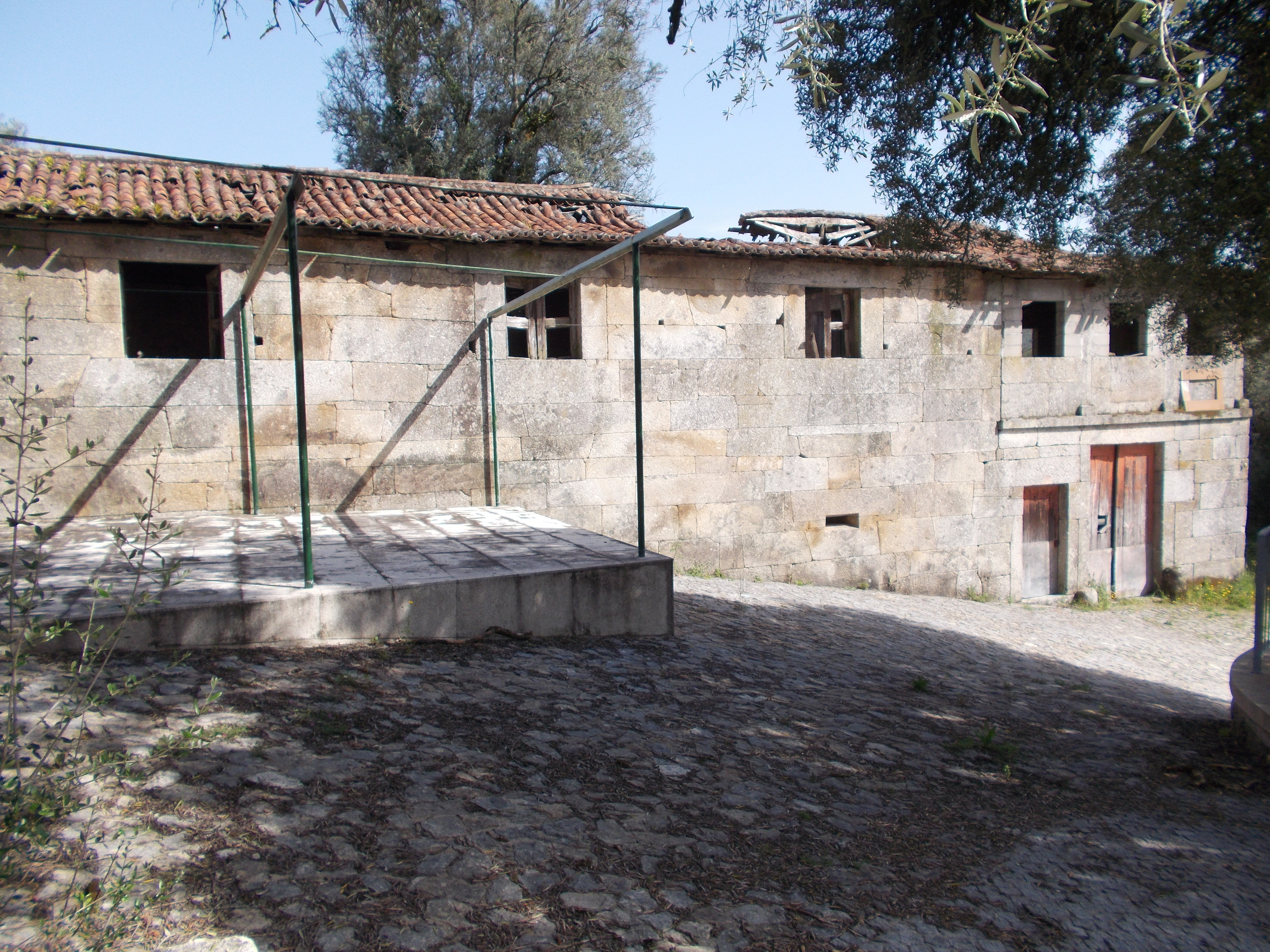
Casa mãe da Comenda de Oriz da Ordem de São Bento de Avis

Uma comenda é um conjunto de bens e benefícios pertencente a uma ordem religiosa ou militar. Elas surgiram no século XII, quando devido a grande dispersão geográfica desses bens, decorreu a necessidade para as primeiras Ordens militar, de dividir o património em pequenas frações chamadas, comendas, para ser mais bem geridas por um comendador, e  mais rentáveis. As comendas eram indiferentemente constituídas por uma vasta propriedade ou por uma rede de propriedades chamadas casas (domus), administradas pela casa mãe.
Embora na maioria das vezes as comendas fossem propriedades rurais e localizadas em terras de renda, elas também podiam ser urbanas e até portuárias, quando os cavaleiros obtinham o monopólio ou privilégios do comércio, ou transporte de peregrinos. Nas "terras de combate" (Terra Santa e sul da Península Ibérica), as comendas eram fortificações ou áreas rurais fortificadas, doadas oficialmente como recompensa por serviços prestados, mas ficando o beneficiado com a obrigação de defendê-las de malfeitores e de inimigos.
Atualmente (desde quando o liberalismo no século XIX extinguiu as comendas (bens imóveis), e incorporou os bens das Ordens regulares e militares  aos bens do Tesouro Público (1834 em Portugal), refere-se a uma homenagem em forma de distinção honorífica, condecoração intermédia, medalha ou fita,  que pende do pescoço, dada a personalidades que contribuem para o engrandecimento da sociedade, seja por seus trabalhos ou influência social, política ou económica. O detentor de uma comenda é ainda denominado, comendador.

## Origem
A origem dos comendas encontra-se na doação feita em 1099 por Godofredo de Bulhão aos Hospitalários da Ordem de São João de Jerusalém em agradecimento pelos serviços prestados. Godofredo oferece aos " monges negros " do irmão Gerardo o casal (aldeia fortificada) de Hessilia na Palestina e seu reduto de Montboon em Brabante, bem como dois fornos. Este hábito de doar as ordens religiosas irá permitir-lhes desenvolver importantes impérios territoriais na Europa, que permitem financiar a guerra, e também criar projetos de caridade como hospitais, principalmente pelos Cavaleiros Hospitalários , os Templários e dos cavaleiros Teutônicos. A primeira comenda em Portugal, foi fundada em antes de 1146 em Aboim da Nóbrega pela Ordem do Hospital.

## Função
O termo comenda, designa um conjunto de bens (moveis e imóveis) constituído, pela casa-mãe e várias casas, e terrenos (vinhas, soutos, olivais...)  arrendados, ou por uma grande fazenda. Com a casa do Comendador pronta para acolher o Grão Mestre, más também quartos, cozinha, e refeitório para os irmãos, ainda uma sala do capítulo e claro uma capela. Más também uma cavalariça, adega, granja e outros edifícios de natureza agrícola. 

E outros rendimentos como:
- Rendas fundiárias: foros (e foros das galinhas)
- Tributos em reconhecimento do senhorio: Jantar, comedoria, fogaça[nota 1], eirádiga[nota 2], martinega[nota 3], cargas (transporte) de palha e outras. Prestações em trabalho (jeiras, dias)
- Direitos senhoriais e exploração de recursos naturais: Moinhos, azenhas (moendas e presúrias), lagares (de azeite e de vinho), pisões (de panos), açougues[nota 4], fornos de cozer pão, relego[nota 5], água, coutadas de pesca, dízima do pescado, salinas, matas e maninhos, montado, coutadas de caça.
- Direitos de circulação e de transação: Portagem, barca de passagem, açougagem[nota 6]
- Direitos de justiça:

1. Administração local (controlo de cargos concelhios):  Juiz, Juízes da vara, da ordem e dos órfãos, porteiro,  almotacé[nota 7] (e outros)
2. Administração senhorial: Alcaide, Mordomo, ouvidor e outros

- Exercício da justiça: Alcaidaria, mordomado, multas e coimas, carceragem, pensão dos tabeliães e  outras  prestações.
- Direitos eclesiásticos: Dízimos, primícias, pé do altar, padroado[6]

Essas "terras de renda“ (ou de retaguarda) asseguravam a produção de alimentos e a criação de cavalos necessários a guerra contra os mouros, também desempenhavam um papel económico significativo no mercado de alimentos (na escala de sua região), vendendo excedentes em feiras e mercados.
Eram uma importante fonte de rendimentos graças aos foros, e outros impostos que arrecadavam, mas também, pelas doações que podiam receber, que financiavam as atividades hospitalares e militares, ao contrário das ”terras de combate" (também ditas da frente), como a Terra Santa onde os peregrinos cristãos eram defendidos e protegidos, ou na Península Ibérica, cuja comendas com castelos participavam na defesa do território conquistado.
As comendas também possibilitaram o desenvolvimento do território e o repovoamento das zonas conquistadas, desmatando ou drenando pântanos ou criando por exemplo tanques de peixes. Muitas comenda era especializada num tipo de produção. Famílias de camponeses, livres ou servos, trabalhavam assim em nome da Ordem, e muitos artesãos podiam ser empregados pelas comendas. Assim as comendas eram as pedras basilares (unidades de funcionamento económico) de grandes senhorios que davam um imenso poder militar, político, económico, e social as Ordens militares

## Função hospitalar
Algumas das ordens religiosas e militares eram também ordens de hospitais ou apenas hospitaleiros, o que explica a criação conjunta ou não do Xenodóquio, metade hotel, metade hospital, com as comendas. Instalados nas rotas de peregrinação, os peregrinos podiam assim beneficiar de um local de repouso com assistência medica. É o caso, por exemplo, das comendas localizadas nos caminhos de Jerusalém ou nos caminhos de Compostela .

## Localização em Europa

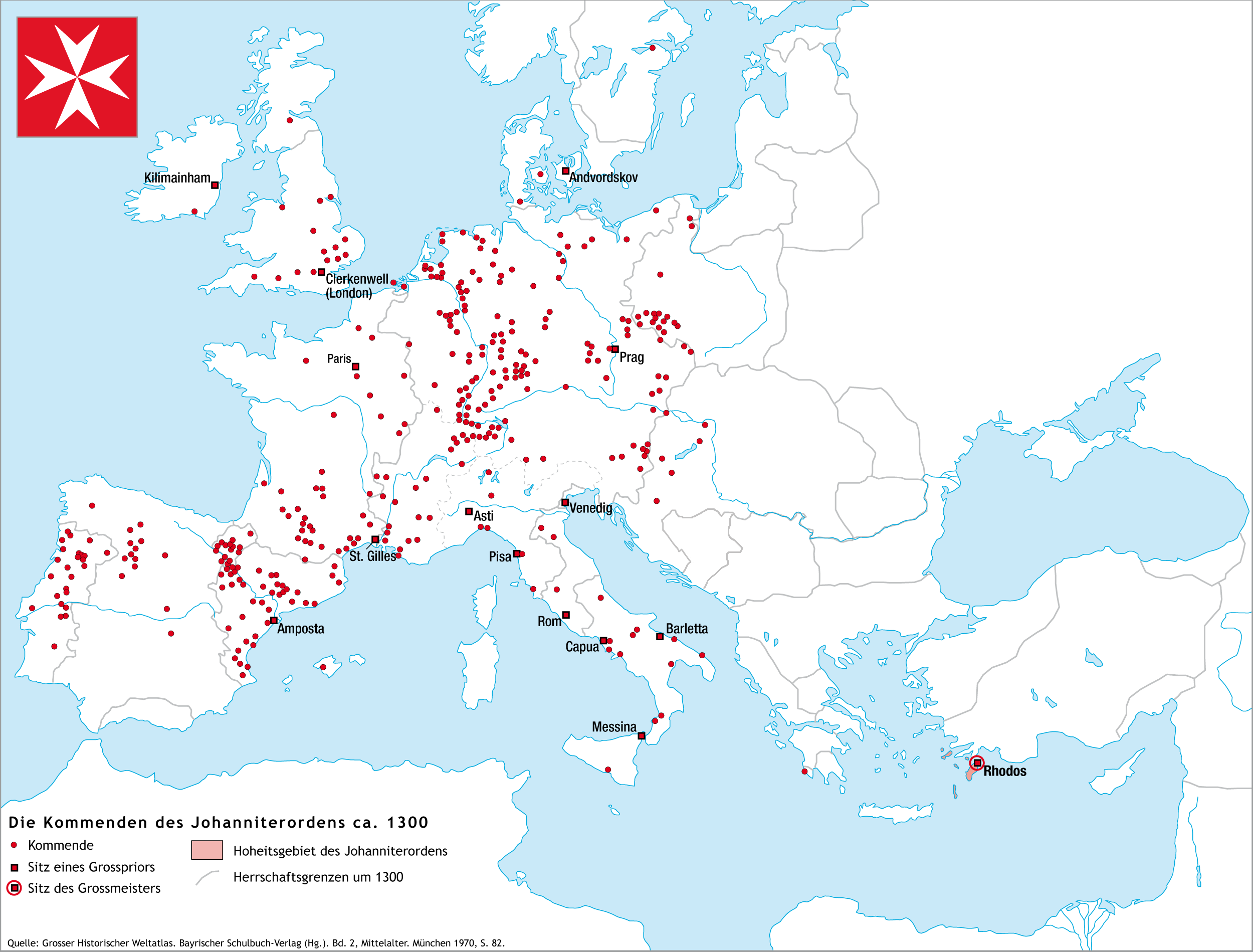
Comendas da Ordem de São João de Jerusalém por volta de 1300.
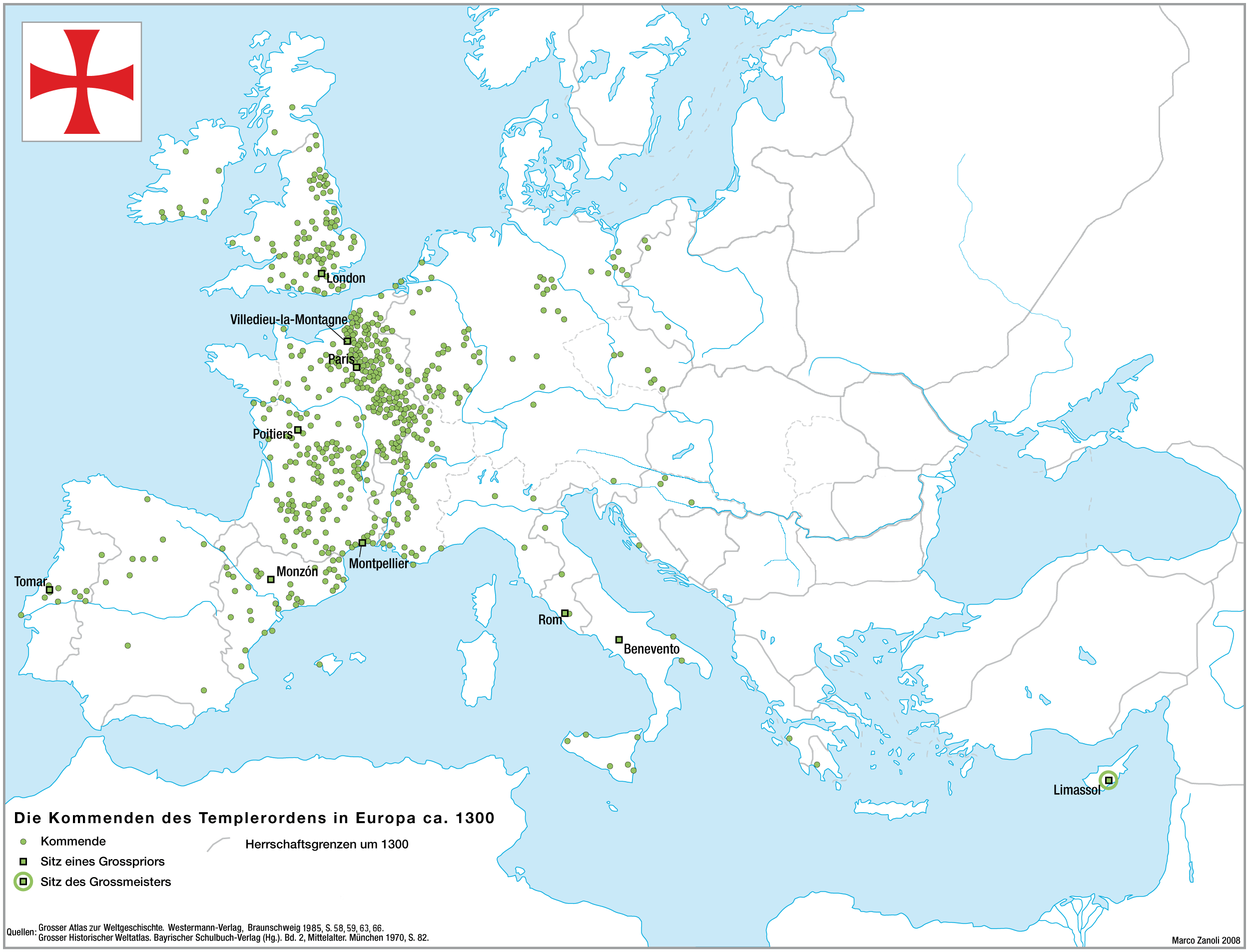
Comendas da Ordem do Templo por volta de 1300.
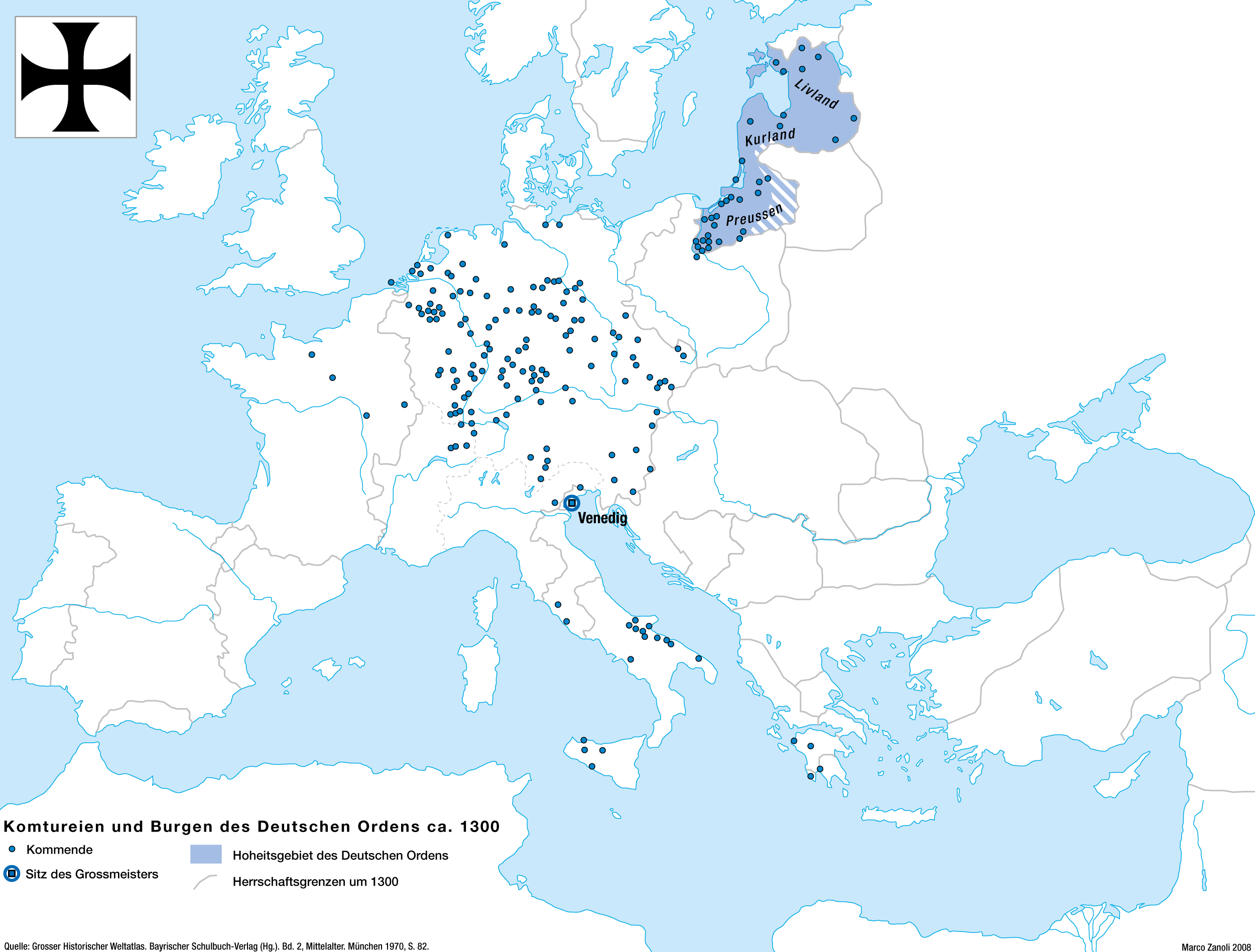
Comendas da Ordem Teutónica por volta de 1300.

## As Comendas da Ordem de São Bento de Avis
Como exemplo, os rendimentos, de todas as comendas da Ordem de Avis.
| Comendas   | Alandroal | Albufeira | Coruche | Juromenha | Cabeço de Vide | Vila Viçosa  | Alcanede | Cabeção | Mora     | Noudar | Alter Pedroso | Elvas |
| Nº Freires | 2         | 2         | 2       | 2         | 2              | 2            | 2        | 2       | 2        | 2      | 2             | 2     |
| Rendimento | 1500      | 1500      | ?       | 1500      | 1500           | 1300         | 1300     | 900     | ?        | 600    | 400           | 1000  |
| Comendas   | Évora     | Seda      | Sousel  | Oriz      | Alenquer       | Torres Novas | Covilhã  | Cano    | Benavila |        |               |       |
| Nº Freires | 1         | 1         | 1       | 1         | 1              | 1            | 1        | 1       | 1        |        |               |       |
| Rendimento | 800       | 800       | 680     | 600       | 100            | 200          | ?        | ?       | 200      |        |               |       |

## Razões do agraciamento

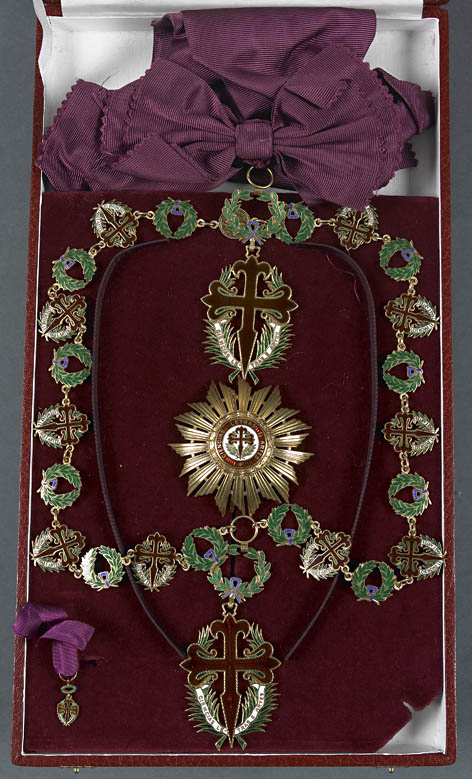
Santiago colar e comenda

Conceder comendas é uma antiga tradição europeia. Em Portugal durante o século XIX, existiam comendas das três Ordens Militares: Ordem de Cristo, de São Bento de Avis e, de Santiago, as quais conferiam prestígio e distinção aos portadores/homenageados, como rendimentos ou pensão que já não saiam dos cofres do Rei. Sendo assim, tais ordens foram instrumentos amplamente utilizados pelos monarcas portugueses para obter serviços e vassalagem.
As comendas militares funcionaram, desse modo, como uma espécie de incentivo à expansão lusitana pelo mundo, pois o monarca premiava os homens dispostos a se sacrificarem em terras desconhecidas.
No Brasil, então uma colónia portuguesa na América, as comendas tinham como função garantir o sucesso da empreitada colonizadora.
Em 1808, com a chegada da Corte Portuguesa, o número de agraciados locais aumentou consideravelmente. A instalação da Mesa da Consciência e Ordens, no estado do Rio de Janeiro, foi um dos elementos que facilitaram institucionalmente o requerimento dessas comendas por parte dos coloniais. No período de 1808 a 1821, a necessidade de dinheiro e serviços da Coroa Portuguesa também estimulou a maior distribuição das comendas.

## As comendas honorárias
Pelo decreto das Cortes do dia 25 de Abril de 1821, as comendas vagas (que ficavam sem Comendador), das ordens militares, não podiam ser novamente atribuídas e os seus rendimentos, eram incorporados nos Bens Nacionais para serem aplicados na amortização da dívida pública. Em Agosto do mesmo ano, as Cortes decidiram que os pedidos do Rei, recebidos entretanto do Brasil, por concessão de comendas só podiam ser feitos, a titulo honorífico, ou seja sem tença. Essa decisão é confirmada pelas Cortes, já na presença do rei João VI em Portugal, em 14 de Dezembro de 1821. Generalizou-se assim, o que já existia desde 1808, na ordem da Torre e Espada, e na ordem da Nossa Senhora da Conceição de Vila Viçosa, que implementou essa medida em 1816. O Rei continuou a atribuir comendas, nomeando Comendadores, mas isso não passava duma mera condecoração já que não havia atribuição de terras e dos rendimentos associados.

Em Portugal em 1834, os bens das ordens militares são incorporados aos bens do estado e as comendas são extintas, os Comendadores passam a receber provisoriamente uma pequena pensão do estado. Nos anos seguintes, os bens das comendas, vão ser vendidas em hasta publica.